# Ligne de Saint-Sébastien à Guéret
La Ligne de Saint-Sébastien à Guéret était une ligne ferroviaire française, qui reliait la gare de Saint-Sébastien à la gare de Guéret.
Elle constituait la ligne 704 000 du réseau ferré national.
Déclassée en 1954, la ligne a été déposée en 1957, et les bâtiments ont été vendus en 1959.

## Historique
La loi du 17 juillet 1879 (dite plan Freycinet) portant classement de 181 lignes de chemin de fer dans le réseau des chemins de fer d’intérêt général retient en no 101, une ligne « d'un point à déterminer sur la ligne de Châteauroux à Limoges, entre Forgevieille et Éguzon, à ou près Guéret ».
Cette ligne qui devait favoriser les échanges entre Guéret et Paris sans nécessiter un détour par la gare de Saint-Sulpice-Laurière a été déclarée d'utilité publique comme ligne d'intérêt général le 28 juin 1881. La ligne est concédée à titre définitif par l'État à la Compagnie du chemin de fer de Paris à Orléans par une convention signée entre le ministre des Travaux publics et la compagnie le 28 juin 1883. Cette convention est approuvée par une loi le 20 novembre suivant.
La ligne a été ouverte à l'exploitation le 16 août 1886.
Déficitaire, la ligne a été fermée au service des voyageurs le 27 juin 1940 et au service des marchandises le 14 mai 1950 pour le tronçon de Saint-Sébastien à Lafat et le 18 mai 1952 pour le tronçon de Lafat à Guéret.
La ligne est déclassée en totalité (PK 323,316 à 365,700) par le décret du 12 novembre 1954.

## Tracé-parcours
Elle desservait cinq gares (Lafat, Dun-le-Palleteau, Saint-Sulpice-le-Dunois, Bussière-Dunoise, Saint-Sulpice - Anzême), deux arrêts (Maison-Feyne, Langledure) et deux haltes (La Chapelle-Baloue, Clavière).

## Voie verte
Sur 17,8 km, de Saint-Sébastien à Dun-le-Palestel, l’ancienne voie ferrée a été transformée en voie verte,, dénommée "la ferroverte" ou "l’échappée verte". Sur son tracé ont été organisées les Foulées du rail (350 coureurs en mai 2023). 
En 2024, la communauté d'agglomération du grand Guéret a prévu le prolongement de la voie verte jusqu'à Guéret. À terme, la voie verte devrait donc s'étendre sur environ 40 km de Saint-Sébastien à Guéret.

## Galerie de photos

Le tracé de l'ancienne ligne au niveau de la station de Clavière
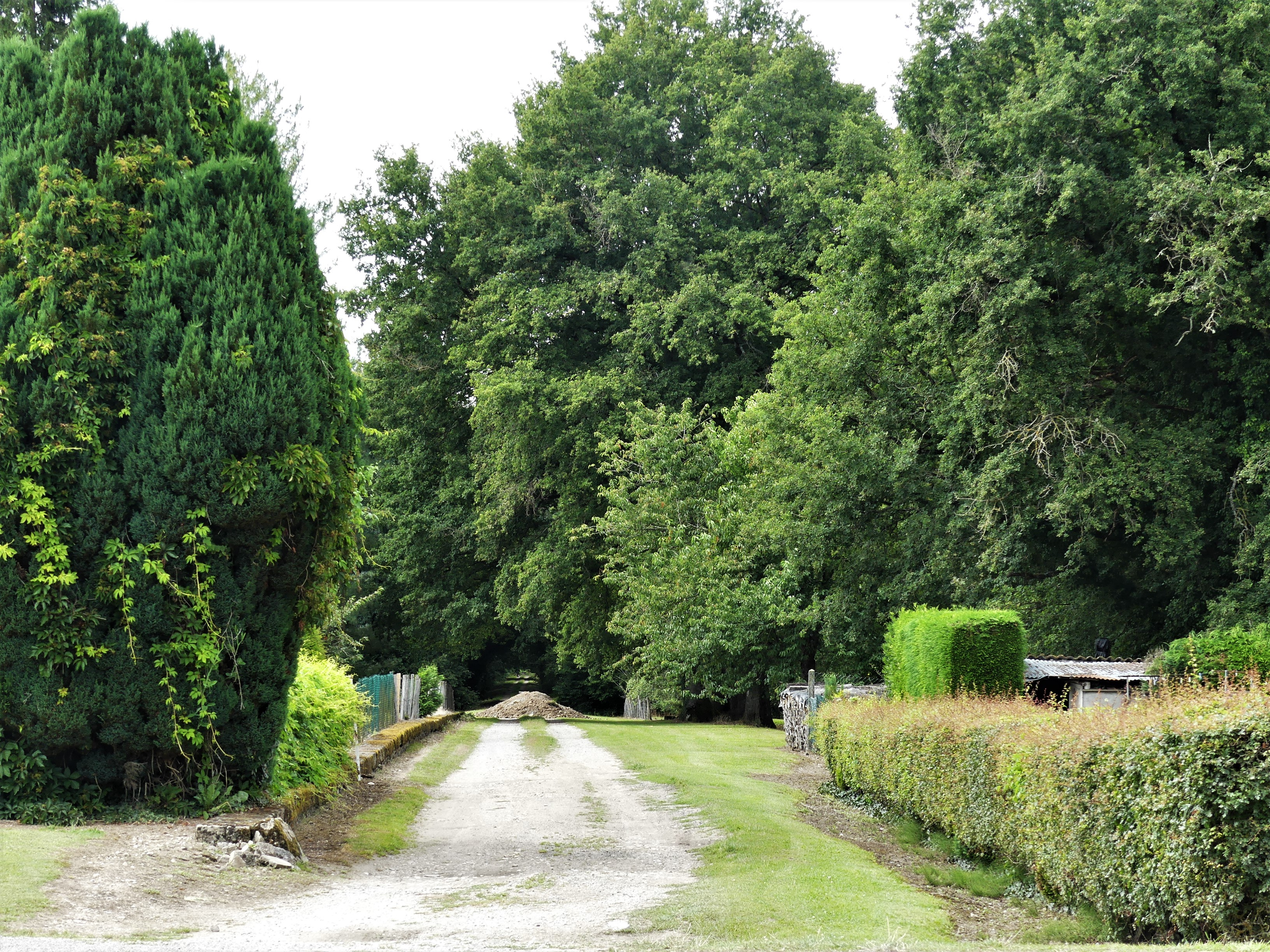
En direction du nord-ouest.
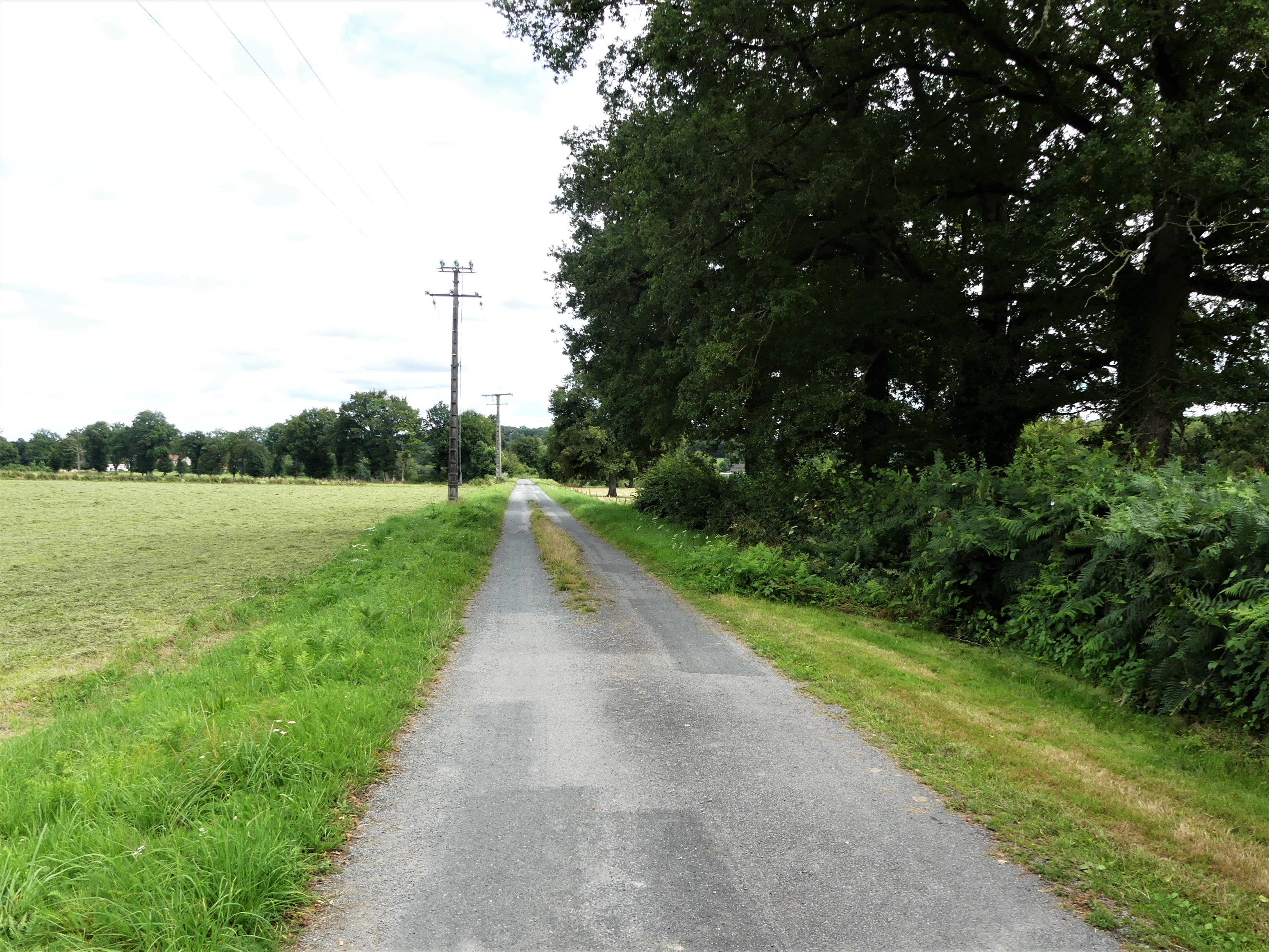
En direction du sud-est.